# Moreae
Tribu
Les Moreae sont une tribu de plantes à fleurs dicotylédones de la famille des Moraceae, originaire des régions tempérées et tropicales, qui comprend 8 genres et approximativement 73 espèces. C'est avec les Artocarpeae, Castilleae, Dorstenieae, Ficeae et Maclureae, l'une des six tribus de la famille. Cette tribu, qui comprend notamment le genre Morus (mûriers), est probablement polyphylétique.

## Caractéristiques générales

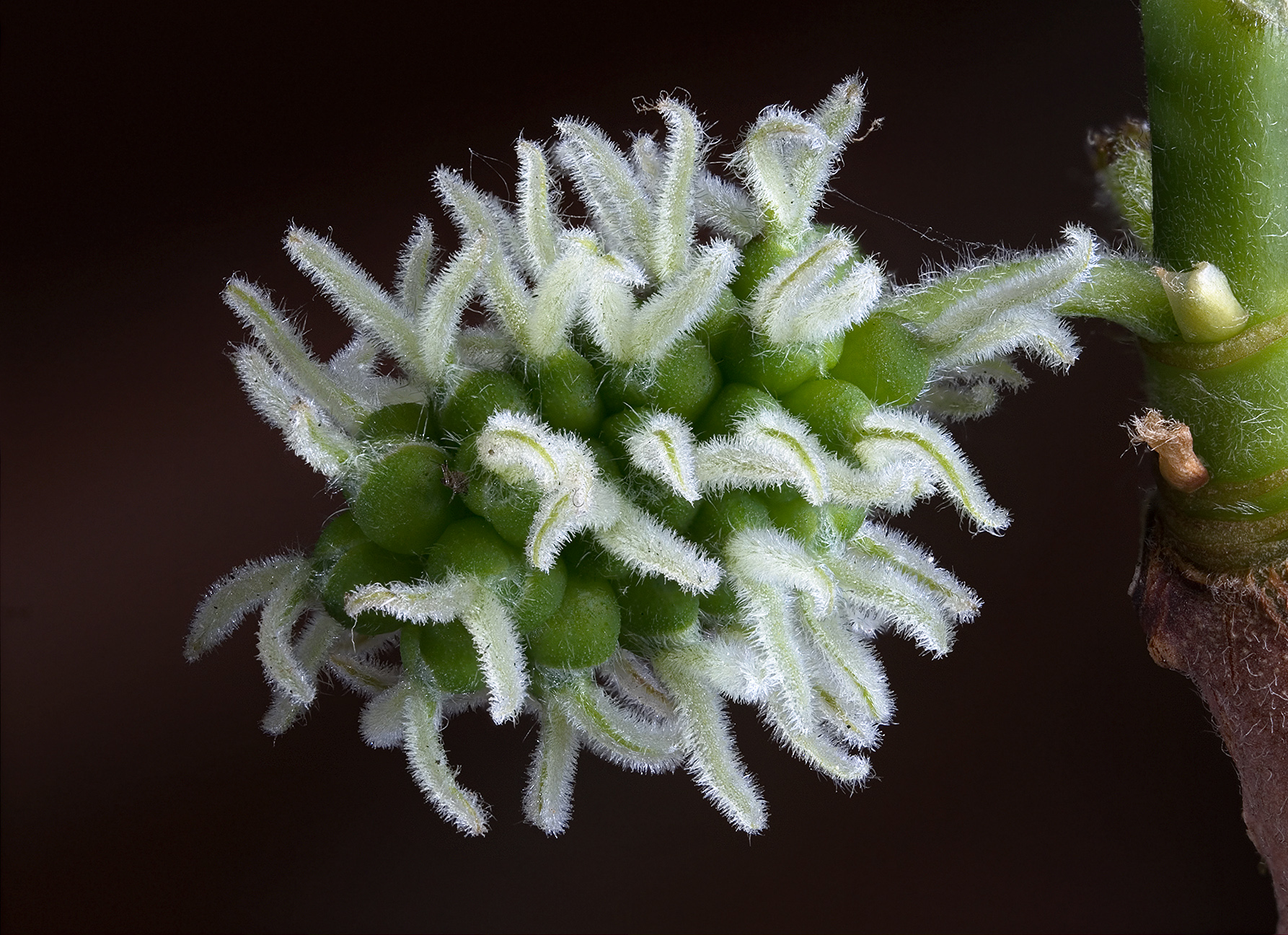
Inflorescence femelle de Morus nigra.

Les plantes de la tribu des Moreae sont des arbres, des arbustes ou des plantes grimpantes (et des plantes herbacées dans le genre Fatoua), généralement dioïques)
Les feuilles, au limbe entier ou découpé, à nervation pennée ou palmée, aux bords entiers, dentés, crénelés ou serrés, sont alternes, distiques ou disposées en spirales.

Les inflorescences sont variables, en racèmes, en épis, ou en têtes globuleuses ou discoïdes. Les fleurs staminées (mâles) comptent 3, 4 ou 5 tépales et 3, 4 ou 5 étamines. Les fleurs pistillées (femelles) comptent 4 tépales libres ou connés, un ovaire libre ou parfois adné au périanthe, 2 stigmates. Lors de la fructification, le périanthe grossit, devient charnu, verdâtre ou coloré. Le fruit est une drupe déhiscente ou non, libre ou adnée au périanthe. La graine est soit petite avec un albumen, ou grande et sans albumen.

Les Moreae, à l'exception de quelques espèces du genre Maclura, se différencient des autres tribus de la famille des Moraceae par la présence d'étamines de type urticacé : recourbées dans le bouton et se projetant soudainement et de façon élastique vers l'extérieur lors de l'anthèse. Cela permet la libération des grains de pollen dans l'air facilitant la pollinisation. Ce caractère constitue une adaptation à la pollinisation par le vent (anémophilie). Ce caractère est considéré comme plésiomorphe, c'est-à-dire un caractère ancestral des Moraceae et conservé chez les Moreae

## Taxinomie
La tribu des Moreae est assez bien délimitée par la présence des étamines de type urticacées, mais la définition des genres n'est pas évidente. Pour les 73 espèces de cette tribu, une quarantaine de noms génériques ont été proposés par les auteurs successifs. De ce fait, la taxinomie  de la tribu se caractérisait par de nombreux genres, à la distribution géographique limitée, ne comptant chacun que quelques espèces, voire une seule. Berg (1986) a révisé la tribu, ne retenant que les huit genres indiqués ci-après.
En 2004, pour tenter de comprendre l'histoire évolutive des Moraceae, les chercheurs américains, Shannon Datwyler et George Weiblen, ont utilisé le gène chloroplastique « ndhF » pour construire une phylogénie de la famille. Ils ont établi que la tribu des Moreae est polyphylétique et se compose de deux groupes - un noyau des Moreae sensu stricto (Moreae ss), qui forme un clade monophylétique et une  tribu des Moreae sensu lato, plus large (Moreae sl).  Les genres Streblus et Trophis se sont révélés être polyphylétiques, certaines espèces de chaque genre étant placées dans les Moreae ss,  d’autres étant incluses uniquement dans les Moreae sl. Ils ont également transféré les genres Bagassa et Sorocea de la tribu des Artocarpeae vers celle des Moreae.
L'analyse des séquences géniques chloroplastiques « ndhF » montre que la tribu des Moreae ss est un taxon frère des Artocarpeae si  on inclut les genres Bagassa et Sorocea dans les Moreae. Ainsi définies, les Moreae ss comprennent les genres Bagassa, Morus, Milicia et Sorocea, ainsi que certaines (mais pas toutes) des espèces actuellement classées dans les genres Streblus et Trophis. Les Moreae sl regroupent tous ces genres, ainsi que les genres Bleekrodea, Broussonetia, Fatoua, Maclura et les espèces restantes de Streblus et Trophis. Ce dernier groupe s'est avéré être un taxon frère de la tribu des Dorstenieae.

### Liste des genres
Selon C.C.Berg (2001) :
- Bleekrodea
- Broussonetia
- Fatoua
- Maclura
- Milicia
- Morus
- Streblus
- Trophis

## Distribution et habitat
La plupart des genres de la tribu des Moreae ont une répartition tropicale, certains d'entre eux (Maclura, Morus, Broussonetia) s'étendant toutefois plus au nord vers les régions tempérées et subtropicales, ou vers les zones montagneuses des régions tropicales.

L'habitat des espèces de cette tribu est contraint par l'anémophilie. Elles croissent principalement à l'orée des forêts, dans des formations broussailleuses ou dans des forêts de feuillus. Certaines espèces peuvent se rencontrer dans les sous-bois forestiers, mais restent le plus souvent confinées aux rives des cours d'eau.